# Вудвилл (тауншип, Миннесота)
Вудвилл (англ. Woodville) — тауншип в округе Уосика, Миннесота, США. На 2000 год его население составило 2273 человека.

## География
По данным Бюро переписи населения США площадь тауншипа составляет 80,7 км², из которых 77,8 км² занимает суша, а 2,9 км² — вода (3,63 %).

## Демография
По данным переписи населения 2000 года здесь находились 2273 человека, 467 домохозяйств и 386 семей. Плотность населения — 29,2 чел./км². На территории тауншипа расположено 478 построек со средней плотностью 6,1 построек на один квадратный километр. Расовый состав населения: 84,25 % белых, 11,48 % афроамериканцев, 2,82 % коренных американцев, 0,92 % азиатов, 0,04 % c Тихоокеанских островов, 0,22 % — других рас США и 0,26 % приходится на две или более других рас. Испанцы или латиноамериканцы любой расы составляли 1,14 % от популяции тауншипа.
Из 467 домохозяйств в 40,9 % воспитывались дети до 18 лет, в 76,0 % проживали супружеские пары, в 3,4 % проживали незамужние женщины и в 17,3 % домохозяйств проживали несемейные люди. 15,4 % домохозяйств состояли из одного человека, при том 7,3 % из — одиноких пожилых людей старше 65 лет. Средний размер домохозяйства — 2,83, а семьи — 3,17 человека.
17,4 % населения — младше 18 лет, 9,2 % — в возрасте от 18 до 24 лет, 43,8 % — от 25 до 44, 24,1 % — от 45 до 64, и 5,5 % — старше 65 лет. Средний возраст — 35 лет. На каждые 100 женщин приходилось 239,8 мужчин. На каждые 100 женщин старше 18 приходилось 304,7 мужчин.
Средний годовой доход домохозяйства составлял 62 250 долларов, а средний годовой доход семьи — 66 111 долларов. Средний доход мужчин — 42 440 долларов, в то время как у женщин — 24 659. Доход на душу населения составил 22 770 долларов. За чертой бедности находились 1,6 % семей и 2,7 % всего населения тауншипа, из которых 2,6 % младше 18 и 5,8 % старше 65 лет.